# Respekt! Kein Platz für Rassismus

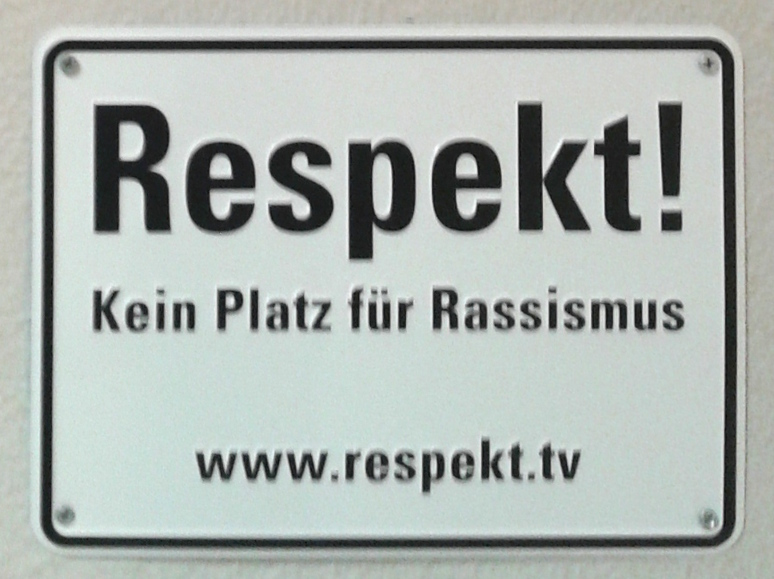
Schild am Mannheimer Rathaus

Respekt! Kein Platz für Rassismus ist eine 2006 gegründete Initiative mit Sitz in Frankfurt am Main, die sich gegen Rassismus, Diskriminierung und Intoleranz richtet. Sie wirbt für ein respektvolles Verhalten gegenüber anderen, für Toleranz, Anerkennung und Wertschätzung. Die Initiative wird getragen von der gemeinnützigen Respekt! Kein Platz für Rassismus GmbH und steht unter der Schirmherrschaft von Bertin Eichler (ehemaliges geschäftsführendes Vorstandsmitglied der IG Metall) und Sandra Minnert (ehemalige Fußballnationalspielerin, DFB-Pokalsiegerin, Deutsche Meisterin, Europa- und Weltmeisterin).

## Entstehung
Auslöser für die Gründung der Initiative waren rassistische Auswüchse auf deutschen Fußballplätzen, von Beleidigungen und Bedrohungen bis zu Schlägen und Tritten gegen farbige Spieler durch einzelne Zuschauer und Zuschauergruppen. Ein Fall sorgte im Frühjahr 2006 bundesweit für Aufsehen: Der nigerianische A-Nationalspieler Adebowale Ogungbure vom FC Sachsen Leipzig wurde in Spielen der vierten Liga von Zuschauern regelmäßig bespuckt und mit Schmährufen und Affenlauten beleidigt. Am 25. März 2006, im Spitzenspiel beim Halleschen FC, zeigte er deswegen aufgebracht den Zuschauern den Hitlergruß. Nach dem Spiel wurde er von gegnerischen Fans angegriffen, geschlagen und gewürgt.
An diesem Tag wurde die Idee zur Initiative Kein Platz für Rassismus geboren. Ogungbures Profikollegen, allen voran sein ehemaliger Mitspieler Daniel Gunkel und dessen Freund Jermaine Jones, entwickelten gemeinsam mit den Machern eines Frankfurter Fußball-Magazins das Konzept für eine zunächst regional angelegte Schilderaktion. Fußballvereine wurden eingeladen, sich zum Einsatz gegen Rassismus zu bekennen und auf ihren Spielplätzen das Schild „Kein Platz für Rassismus“ anzubringen. Am 1. März 2007 brachten Ioannis Amanatidis und Patrick Meyer, Geschäftsführer der Stadion Frankfurt Management GmbH, das Schild medienwirksam an der Frankfurter Commerzbank-Arena an. Inzwischen hängen Schilder an mehr als 200 Stadien und Fußballplätzen bundesweit.

## Entwicklung
Die Partnerschaft mit Verbänden und Institutionen öffnete die Initiative für Lebens- und Arbeitsbereiche über den Fußball und den Sport hinaus und erweiterte auch den Fokus auf den Einsatz gegen jegliche Form der Diskriminierung aufgrund der ethnischen oder sozialen Herkunft, der Religion, des Geschlechts, körperlicher Merkmale, der politischen Weltanschauung oder der sexuellen Orientierung. Beispielhaft stehen hier
- die Aktion Courage mit ihrem Projekt Schule ohne Rassismus – Schule mit Courage, die ihrerseits pädagogische Konzepte gegen fremdenfeindliche und rassistisch motivierte Gewalt an Schulen entwickelt.
- die Frankfurter Buchmesse, die mit ihren Aktionen durchaus kontroverse Diskussionen zum Thema auslöst.
- Innerhalb einer viralen Kampagne zur Europawahl 2014 entwickelte und produzierte die Initiative einen Videospot, um zur Wahl aufzurufen und letztendlich den Einfluss antieuropäischer, fremdenfeindlicher Parteien zu schmälern.

Am 1. März 2011 startete die IG Metall als offizieller Partner die Respekt!-Offensive für die Betriebe.
In den Jahren 2011 bis 2016 wurde die Schilderaktion „Respekt! Kein Platz für Rassismus“ als Projekt durchgeführt. In dieser Zeit wurden ca. 2.000 Schilder an zahlreichen Gebäuden, in denen IG-Metall-Büros zu finden sind, u. a. an kommunalen Einrichtungen (darunter auch das Rathaus der Stadt Frankfurt am Main), Sportstadien und Betriebsstätten angebracht.
Die Respekt!-Initiative weitete die politische Bildungsarbeit massiv aus, um demokratische Haltungen zu stärken. Im Jahr 2019 initiierte die Respekt!-Initiative die Aktion „längstes antirassistisches Banner“. Es ist 635 Meter lang und besteht aus 5440 einzelnen Stoffstücken.

## Protest durch die AfD
Die Frankfurter AfD-Fraktion forderte am 4. Dezember 2019 die Entfernung der im Jahr 2014 angebrachten Hinweistafel mit der Aufschrift „Respekt! Kein Platz für Rassismus“ am Frankfurter Rathaus Römer, da diese gegen das Neutralitätsgebot verstoße. Auf Verlangen der AfD sollte der Frankfurter Oberbürgermeister Peter Feldmann (SPD) zudem eine Unterlassungserklärung abgeben. Der Oberbürgermeister erwiderte, das Schild bleibe; er werde die verlangte Unterlassungserklärung unter Garantie nicht unterzeichnen; Frankfurts Kampf gegen Rassismus, Fremdenfeindlichkeit und Antisemitismus bleibe, er sei Teil der Stadtidentität. Durch den Angriff der AfD stieß die Respekt!-Initiative auf breite Solidarität. Campact unterstützte ebenfalls und bot Respekt!-Schilder zum Bestellen an. Die Bestellungen beliefen sich auf über 30.000 Schilder.

## Botschafter
Zahlreiche Mitstreiter und Botschafter aus Sport, Kultur und Gesellschaft bekennen sich zu den Zielen der Initiative und unterstützen sie durch ihren persönlichen Einsatz. In den Bildbänden und Videos zur Initiative berichten sie dabei über eigene Erfahrungen im Umgang mit Respekt.
- Otto Addo
- Klaus Allofs
- Ioannis Amanatidis
- Liz Baffoe
- Heribert Bruchhagen
- Bülent Ceylan
- Jörg Dahlmann
- „Dante“ Bonfim Costa Santos
- Horst Eckel
- „Grafite“ Edinaldo Batista Libânio
- Michael Groß
- Dunja Hayali
- Pascal Hens
- Wilhelm Heitmeyer
- Dieter Hoeneß
- Uwe Hück
- Mats Hummels
- Mohamadou Idrissou
- Irie Révoltés
- Olivia Jones
- Steffi Jones
- Johannes B. Kerner
- Gül Keskinler
- Sanem Kleff
- Johnny Klinke
- Jürgen Klopp
- Charly Körbel
- Bruno Labbadia
- Corny Littmann
- Peter Lohmeyer
- Bernd Osterloh
- Patrick Owomoyela
- Gerhard Polt[7]
- Andreas Möller
- Henni Nachtsheim
- Oka Nikolov
- Shary Cheyenne Reeves
- Bastian Reinhardt
- Béla Réthy
- Pascal Roller
- Nuri Şahin
- Hans Sarpei
- Matthias Sammer
- Martin Schwalb
- Michael Skibbe
- Michael Steinbrecher
- Thomas Tuchel
- Günter Wallraff
- Thomas Wark
- Oliver Welke
- Götz W. Werner
- Sarah Wiener
- Theo Zwanziger

Darüber hinaus bekannten sich folgende Personen und Gruppen des öffentlichen Lebens zur Respekt!-Initiative durch das Mitwirken an der Aktion „längstes antirassistisches Banner mit den meisten Mitwirkenden“:
- Clueso
- Joris
- Grossstadtgeflüster
- Kettcar
- Finna
- Donots
- Frittenbude
- Sondaschule
- Mal Élevé
- Sabine Heinrich
- Julia Neigel
- Anton Hofreiter
- Lars Klingbeil
- Hermann Gröhe
- Susanne Ferschl
- ZSK
- Zebrahead
- Sookee
- Ali Can
- Shantel
- Berlin Boom Orchestra

## Die Initiatoren Lothar und Kris Rudolf
Gemeinsam mit seinen Söhnen Maik (* 1980) und Kris (* 1983) ist Lothar Rudolf (* 1954) der „Erfinder“ des „Respekt!“-Projektes. Alle Mitarbeiter und Netzwerker seiner Agentur Querformat engagierten sich unmittelbar beruflich und auch ehrenamtlich in der Initiative.